# Der Eisenhammer
Der Eisenhammer war die von 1926 bis 1932 in Haardt bzw. in Neustadt an der Haardt herausgegebene Gau-Zeitung der NSDAP für die Pfalz (Bayern). Das ebenfalls ab 1926 erscheinende NS-Blatt Illustrierter Beobachter wurde anfangs als Beilage dem Eisenhammer zugefügt und führte zeitweilig auch den Titel Illustrierte Eisenhammerbeilage.

## Geschichte
Die Wochenzeitung mit dem Untertitel Pfälzische Wochenschrift zum Kampf um die Wahrheit und das Recht auf Arbeit und Brot wurde im März 1926 vom NSDAP-Gauleiter Josef Bürckel gemeinsam mit Fritz Heß gegründet. Bürckel fungierte als Herausgeber, Heß übernahm zunächst die Schriftleitung. Ihm folgte vom 5. Mai 1926 bis 30. November 1932 Heinrich Foerster. 1927 wurde der Untertitel in Kampfblatt der NSDAP Gau Pfalz geändert. Im September 1932 wurde die Wochenzeitung, die seit 1930 durch die ebenfalls von Bürckel herausgegebene Tageszeitung NSZ Rheinfront ergänzt wurde, eingestellt.

## Inhalte
Die Zeitung war „radikal antisemitisch, antimarxistisch, antiseparatistisch und antikatholisch“ ausgerichtet und wird in der Literatur mit Julius Streichers Stürmer verglichen. In reißerischen Enthüllungsberichten wurden Personen des politischen und wirtschaftlichen Lebens der Zusammenarbeit mit den französischen Besatzungsbehörden und des Separatismus denunziert. Wegen ihrer Berichterstattung wurden Herausgeber und Redakteure der Zeitung wiederholt verurteilt. Die hohen Prozesskosten und Geldstrafen gefährdeten zeitweise die wirtschaftliche Existenz Bürckels.